# Comuna Bărăganul, Brăila
Bărăganul (în trecut, Cioara și Cioara-Doicești) este o comună în județul Brăila, Muntenia, România, formată numai din satul de reședință cu același nume.

## Așezare
Comuna se află în extremitatea de sud a județului, la limita cu județul Ialomița. Este traversată de șoseaua națională DN21, care leagă Brăila de Slobozia. Din acest drum, la Bărăganul se ramifică șoseaua națională DN21A, care duce la Țăndărei. Tot la Bărăganul, cele două drumuri se intersectează și cu șoseaua județeană DJ221B, care duce către vest spre Dudești și spre est spre Victoria. Prin sat trece și calea ferată Fetești-Făurei, pe care comuna este deservită de stația Spicu.

## Istorie
La sfârșitul secolului al XIX-lea, pe teritoriul actual al comunei funcționau comunele Cioara-Doicești și Cioara-Radu Vodă, ambele formate din câte un sat, în cadrul plășii Balta din județul Brăila. Primul dintre cele două sate a fost Cioara-Radu Vodă, înființat pe la 1770, pe moșia Cioara, proprietate a mănăstirii Radu Vodă din București. Comuna avea 836 de locuitori și în ea funcționau 3 mori cu aburi, o școală de băieți cu 76 de elevi, înființată la 1837, și o biserică ridicată de localnici în 1854. În 1879, cu ocazia împroprietăririi însurățeilor, s-a format lângă Cioara-Radu Vodă și cătunul Vânători, care avea atunci 21 de locuitori. Comuna Cioara-Doicești (numită anterior și Cioara Mică) a fost fondată ulterior, pe la 1835 sau 1836, când s-a separat de Cioara-Radu Vodă, în urma unei epidemii de ciumă. La sfârșitul secolului al XIX-lea, ea avea 1637 de locuitori și în ea funcționau o moară cu aburi, o școală de fete cu 26 de eleve deschisă în 1870 și o biserică ridicată de proprietarul moșiei, Costache Frăe, și soția sa Manda, în anii 1852–1858.
În 1925, cele două comune se aflau în plasa Viziru a aceluiași județ. Cioara-Radu Vodă avea în componență satul Cioara-Radu Vodă și cătunul Vânători, și o populație totală de 1857 de locuitori. Comuna Cioara-Doicești avea în componență satul Cioara-Doicești și cătunul Carcanu, cu o populație de 1957 de locuitori.
Cele două comune au fost unite apoi în comuna Cioara-Doicești. Din 1950, comuna Cioara a făcut parte din raionul Călmățui, și apoi (după 1961) din raionul Brăila din cadrul regiunii Galați. Comuna Cioara-Doicești a luat în 1964 denumirea de Bărăganul; tot atunci, Cioara-Radu Vodă a luat numele de Radu Vodă, și un sat recent înființat, denumit inițial Șerban Răducanu, a luat numele de Spicul. În 1968, comuna a revenit la județul Brăila, iar satele Radu Vodă și Spicul au fost comasate în unicul sat, denumit Bărăganul.

## Demografie
Componența etnică a comunei Bărăganul
     Români (93,82%)
     Romi (2,76%)
     Alte etnii (3,42%)
Componența confesională a comunei Bărăganul
     Ortodocși (95,67%)
     Alte religii (0,73%)
     Necunoscută (3,6%)
Conform recensământului efectuat în 2021, populația comunei Bărăganul se ridică la 2.864 de locuitori, în scădere față de recensământul anterior din 2011, când fuseseră înregistrați 3.062 de locuitori. Majoritatea locuitorilor sunt români (93,82%), cu o minoritate de romi (2,76%). Din punct de vedere confesional, majoritatea locuitorilor sunt ortodocși (95,67%), iar pentru 3,6% nu se cunoaște apartenența confesională.

## Politică și administrație
Comuna Bărăganul este administrată de un primar și un consiliu local compus din 11 consilieri. Primarul, Daniel-Mihail Sandu[*], de la Partidul Social Democrat, este în funcție din octombrie 2020. Începând cu alegerile locale din 2024, consiliul local are următoarea componență pe partide politice:
|  | Partid                          | Consilieri | Componența Consiliului | Componența Consiliului | Componența Consiliului | Componența Consiliului | Componența Consiliului | Componența Consiliului |
|  | ------------------------------- | ---------- | ---------------------- | ---------------------- | ---------------------- | ---------------------- | ---------------------- | ---------------------- |
|  | Partidul Social Democrat        | 6          |                        |                        |                        |                        |                        |                        |
|  | Partidul Național Liberal       | 3          |                        |                        |                        |                        |                        |                        |
|  | Alianța pentru Unirea Românilor | 1          |                        |                        |                        |                        |                        |                        |
|  | Cheleș Nelu-Dumitru             | 1          |                        |                        |                        |                        |                        |                        |

## Personalități născute aici
- Ion Paulat, inventator;
- Dumitru Tiutiuca, profesor, critic literar.